# T.O.K.

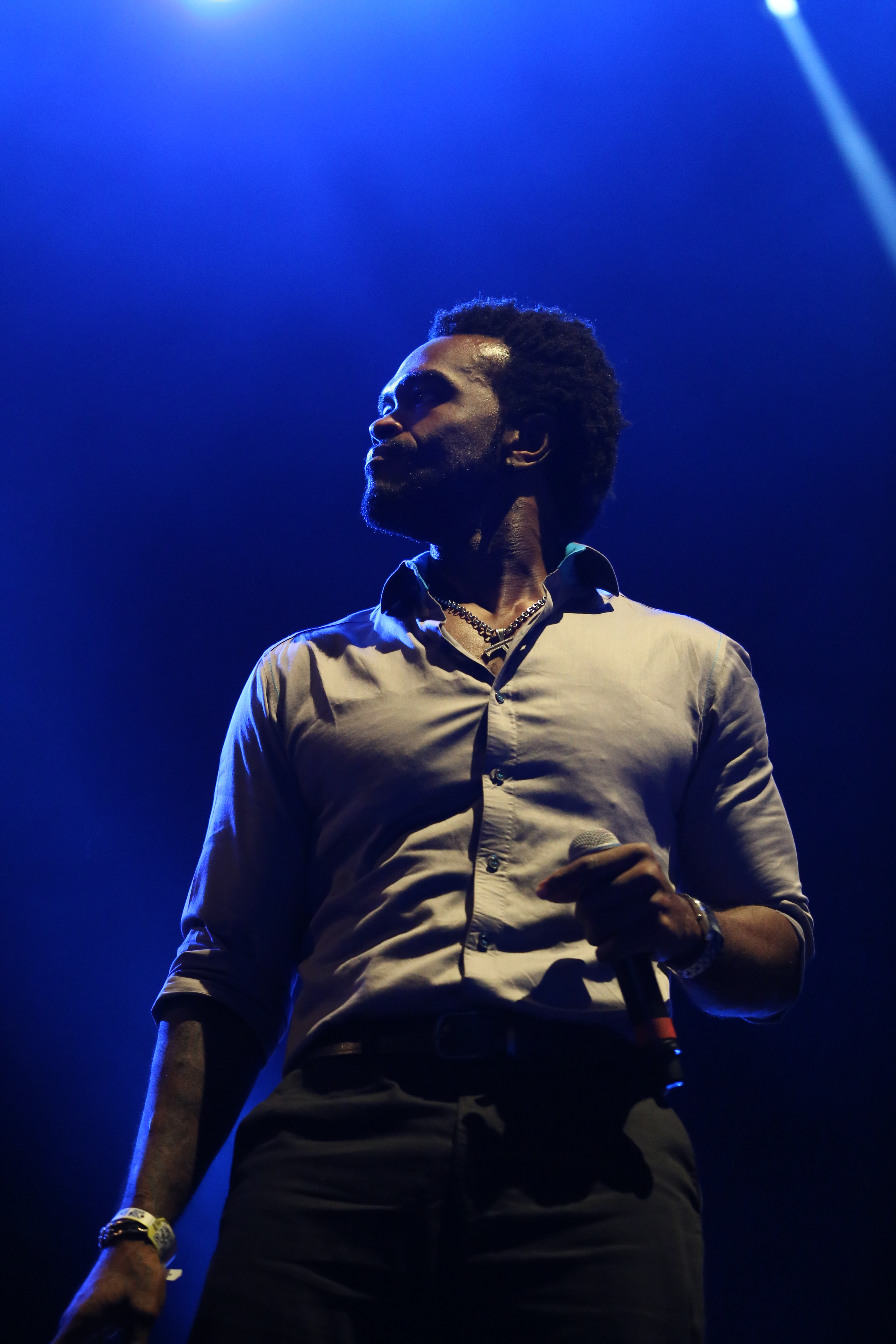
„Craigy T“

T.O.K. (Touch Of Klass, auch Thugs Of Kingston oder Taking Over Kingston) war eine Dancehallformation aus Jamaika. Sie bestand aus den Deejays und Sängern Roshaun Clarke (Bay C), Alistaire McCalla (Alex), Craig Patrick Anthony Thompson (Craigy T) und Xavier Davidson (Flexx).

## Bandgeschichte
Angefangen als eine von amerikanischen Contemporary R&B-Stars wie Boyz II Men inspirierte Sängergruppe im November 1992 in der High School, entwickelten T.O.K. bald einen eigenen am Dancehall orientierten härteren Stil. Dieser Wandel spiegelte sich auch im Text ihres ersten Nummereinshits Eagles Cry (eine Coverversion des Prince-Klassikers When Doves Cry) aus dem Jahre 1998 wider.
Der internationale Durchbruch gelang ihnen mit der 2000 erschienenen Single Chi Chi Man, welcher durch seinen textlichen Unterton gegenüber Homosexuellen eine Kontroverse auslöste. Obwohl von der Gruppe selber derartiges nicht medial unterfüttert wurde, und in Interviews (Riddim Ausgabe #46-06/09) sich klar distanziert wurde, hat die Gruppe den Song Jahre vor Unterzeichnung des Reggae Compassionate Act im August 09 aus dem Live-Programm gestrichen.
Ende August 2008 wurde die CD My Crew, My Dawgs von T.O.K. in Deutschland wegen Jugendgefährdung indiziert. Eine Indizierung war bereits im Jahr 2004 vom BMFSFJ beantragt worden, dies war allerdings zunächst zurückgewiesen worden, da zum einen 2004 in Deutschland nur 400 Exemplare des Werks verkauft worden waren und sich zum anderen „die verfahrensbeteiligte Firma verpflichtete, die CD zukünftig nicht mehr bzw. nur ohne die homosexuellenfeindlichen Lieder zu vertreiben“, wie es in einer Antwort der Bundesregierung auf eine Kleine Anfrage im Bundestag hieß.
Mittlerweile hat auch menschenrechtspolitischer Sprecher der Grünen Volker Beck (MdB) anerkannt, dass die Gruppe aus der Liste der Stop Murder Music Campaign gestrichen wurde. Zitat Beck aus einem Interview vom 21. Juli 2010: „Andere Künstler haben sich glaubwürdiger von ihren früheren Songs verabschiedet. T.O.K. zum Beispiel hat umgedacht, nachdem der Bruder eines Bandmitgliedes durch Gewalt ums Leben kam. Daraufhin hat T.O.K. den RCA neu unterschrieben und sich nach meiner Kenntnis bis heute daran gehalten“.
Die Gruppe hat durch ihre abwechslungsreiche und energiegeladene Live Performance Fans in der Karibik, Nord und Südamerika, Japan, Afrika und auch Europa, wo sie regelmäßig touren und nicht nur Reggae / Dancehall Fans begeistern. Höhepunkte in Deutschland waren sicherlich Shows beim Summerjam, Chiemsee Festival oder als Support bei Seeed in der Berliner Wuhlheide.
Ihr zweites Album „Unknown language“ 2005 beschäftigt sich im Cover mit der jamaikanischen Sprache „Patois“ und bietet den Fans eine Möglichkeit des Eintauchens in die für viele schwer verständliche kreolische Sprache. Als Promo Gimmick gab es auch ein kleines Dancehall Wörterbuch, um mit dieser „unbekannten Sprache“ besser klarzukommen. Die erste Vorab Single „Gal u a lead“ war eine Partynummer und ihre erste Hitsingle in den US Billboard Hot 100 Charts und das Video wurde für MTV2´s „New Faces of MTV2“ Format gewählt und ebenso als „Top Songs 2004“ von Blender. Produziert wurde der Song von Radio Legende Bobby Konders, der mit seinem Soundsystem „Massive B“ und dem gleichnamigen Label die Musikauswahl im Reggae Kanal des Computerspiels „Grand Theft Auto“ stellt.
Überschattet wurde das Album aber von persönlichen Rückschlägen innerhalb der Gruppe. Der jüngere Bruder von Sänger „Alex“ wurde durch einen Irrläufer 2003 getötet. Die Gruppe hat es musikalisch verarbeitet und die Ereignisse in „Footprints“ wiedergegeben und damit ihren bisherigen größten Hit gelandet (US Billboard R&B & Hip Hop #22). Diese Anti-Gewalt-Hymne war zugleich auch in erster Song auf einem One Drop Riddim von Producer Don Corleon der damit auch seinen internationalen Durchbruch feierte. Dieser „Drop Leaf“ Riddim war die Top Produktion 2004 u. a. mit Gentleman, Tanya Stephens, Maxie Priest uvam. Das Album „Unknown language“ ist ihr bisher größter Erfolg und wurde in Japan mit Gold ausgezeichnet.
Auch ihr drittes Album „Our World“ (2009) in denen die vier Sänger sich mit den vier Elementen darstellen und die verschiedensten Facetten der Gruppe charakterisieren wurde durch starke persönliche Geschehnisse begleitet.
Bay C´s Cousin starb und die beiden Sänger Alex und Flexx haben ein Jahr zuvor ihre beiden Väter verloren. Die Ereignisse ließen die Gruppe, die schon seit Schulzeiten zusammen singen noch enger verschweißen und ihren nächsten Hit produzieren. „Guardian Angel“ ist eine balladenähnliche Rootsnummer, die inhaltlich Trost spenden soll und Hoffnung geben soll wo scheinbar keine mehr ist. Dieser Song wurde in Japan zu einem Mega Hit und belegte die No1 der japanischen Ring Tone Charts im März 09 und die No1 der Reggae Charts in Jamaika, Miami und New York.
Ebenfalls auf dem Album zu hören sind Partysongs wie „Couple up“, „Fire Fire“ und das Hip-Hop beeinflusste „Me and my dawgs“.
Insgesamt hat die Gruppe bis dato über 600 Songs aufgenommen und ist auf Millionen von Tonträgern vertreten.
Aktuell hat die Gruppe eine Stiftung namens „Guardian Angel Foundation“ in Jamaika gegründet, die sich zum Ziel macht Menschen über die Gefahren von Bluthochdruck aufzuklären und ihnen Hilfe und Tipps zu geben. Initiiert wurde das Projekt von Sänger Craigy T, der selber an den Folgen der lange Zeit unbehandelten Krankheit und deren Folgen zu kämpfen hatte und diesen lebensbedrohlichen Kampf letztendlich gewann.
Ebenfalls unterstützt die Gruppe Kinder auf Jamaika. Mittlerweile sind die meisten Mitglieder der Gruppe Väter und haben Benefits Shows für das Kinderkrankenhaus in Kingston „Bustamante Children´s Hospital“ (Shaggy & Friends Jan 2010) im Dez 2010 beim „Zen´s Annual Charity Concert – Mahima – Music for life“ für das Hope Institute und Jamaican Cancer Society gegeben.
Im Jahr 2012 trennten sie sich von ihrem bisherigen Label VP Records, da sie sich durch den Vertrag künstlerisch eingeengt fühlten.
Nachdem Xavier „Flexx“ Davidson im Oktober 2015 beschloss, eine Solokarriere zu starten, gab die Gruppe ihre Auflösung bekannt.

## Diskografie
Alben
- 2001: My Crew My Dawgs
- 2005: Unknown Language
- 2009: Our World

Mixtapes
- Federation & Cipah Sound presents: T.O.K. – We’re Back
- Unknown Language-The Mix CD by DJ Buddha
- Big Mama Sound presents: T.O.K. – Everybody Clap
- Bay-C From T.O.K. & DJ Lil' M presents: The Bombrush Family